# 美人 (曲)
『美人』(びじん)は、日本のラッパー、ちゃんみなの3枚目のシングル。
2021年4月14日にワーナーミュージック・ジャパンより発売された。

## 概要
表題曲「美人」は、楽曲プロデュースをRyosuke "Dr.R" Sakaiが手掛けており、ABEMAのドキュメンタリー番組『GX-伝説のキャバ嬢が女の子を大改革-』主題歌に採用された。またミュージック・ビデオには、ちゃんみなからのラブコールに応え、俳優の髙嶋政宏が出演。美の概念を厳しく律する“美の鑑定人”を演じている。
初回限定盤（WPZL-31817/8）と通常盤（WPCL-13282）の二形態で発売され、初回限定盤には2020年9月27日に実施されたオンラインライブ「THE PRINCESS PROJECT - In the screen」の本編とメイキング映像が収録されたDVDが付属する。

## 収録曲
1. 美人
2. Needy
3. Morning mood
4. ダリア